# 8493 Yachibozu
8493 Yachibozu eller 1990 BY1 är en asteroid i huvudbältet som upptäcktes den 30 januari 1990 av de båda japanska astronomerna Kazuro Watanabe och Masanori Matsuyama vid Kushiro-observatoriet. Den är uppkallad efter grästuva.
Asteroiden har en diameter på ungefär 9 kilometer.